# Rogowo (powiat stargardzki)
Rogowo – wieś w Polsce położona w województwie zachodniopomorskim, w powiecie stargardzkim, w gminie Stargard.
W latach 1975–1998 miejscowość należała administracyjnie do województwa szczecińskiego.
Lokalnym produktem kulinarnym jest zalewajka z Rogowa.